# بازداشت مدیران کانال‌های تلگرامی
بازداشت مدیران کانال‌های تلگرامی به واقعه دستگیری ۱۲ نفر از مدیران چند کانال تلگرامیِ اصلاح‌طلب و حامی دولت یازدهم در اسفند ماه ۱۳۹۵ اشاره دارد. بعد از دستگیری این افراد برخی از این کانال‌ها از تلگرام حذف شدند.
طبق گزارش وزارت اطلاعات به رئیس‌جمهوری و قوه قضائیه، افراد بازداشت شده فقط حامی دولت بوده و هیچ جرم قضایی و امنیتی انجام نداده بودند. تئوری مطرح شده در زمینه دلیل این بازداشت‌ها این است که نهادهای قضایی، نظامی، امنیتی و همچنین حامیان سید ابراهیم رئیسی در قوه قضائیه به علت حمایت مدیران کانال‌های حامی حسن روحانی و پیروزی وی در انتخابات، آنان را بازداشت کرده بودند.

## بازداشت شدگان
از جمله بازداشتی‌های مدیران کانال‌های تلگرامی، علی احمدنیا (اصلاحات‌نیوز)، جواد جمشیدی (اصلاح‌طلبان نیوز)، سعید نقدی (حامیان دکتر حسن روحانی)، سعید افروزی (اولین کانال هواداران حسن روحانی با بیش از ۲۰۰ هزار عضو))، مجتبی باقری (مدیر کانال وزیر اطلاعات)، نیما کشوری (اتحاد نیوز)، سبحان جعفرتاش (کانال زنده باد اصلاحات) بودند.

## اعتصاب غذا
سعید افروزی و وحید ولی‌زاده در اردیبهشت ۹۶ آزاد شدند و امیرمهدی ادیب موحد (جلایری) در تیرماه به قید وثیقه تا صدور حکم نهایی به‌طور موقت آزاد گردید، اما شش نفر دیگر از مدیران کانال‌های تلگرامی به اسامی نیما کشوری، سعید نقدی، سبحان جعفری تاش در تماس با خانواده‌های خود گفته‌اند در اعتراض به روند رسیدگی به پرونده خود دست به اعتصاب غذا زده‌اند.

## آزادی
شش تن از بازداشت‌کنندگان نیز در اواسط مرداد ۹۶ از بازداشتگاه اوین آزاد شدند.

## برگزاری دادگاه
دادگاه مدیران کانال‌های تلگرامی در روزهای۲۲، ۲۳ و ۲۴ مرداد در شعبه ۱۵ دادگاه انقلاب اسلامی به ریاست قاضی صلواتی به صورت غیرعلنی برگزار شد، در مجموع در این پرونده ۸ متهم محاکمه شدند که اتهام دو تن، فعالیت تبلیغی علیه نظام و اتهام ۶ نفر نیز اجتماع و تبانی علیه امنیت ملی بود.

## احکام دادگاه
وکیل جمعی از مدیران کانال‌های تلگرامی اصلاح‌طلب از صدور حکم موکلان خود خبر داد و گفت: این مدیران کانال‌های تلگرامی بازداشت شده جمعاً به ۲۳سال حبس محکوم شدند.
طبق رأی صادره ۸ شهریور ۱۳۹۶ شعبه ۱۵ دادگاه انقلاب آقایان نیما کشوری و احمدنیا به ۵ سال حبس محکوم شدند که با تودیع وثیقه آزاد شدند، آقایان نقدی و جمشیدی به ۴سال حبس و سبحان جعفری به ۳ سال و در مجموع ۲۳سال حبس محکوم شدند.
این وکیل همچنین اعلام کرد از آنجا که آقای باقری به دلیل اینکه خارج از تهران بودند شنبه رأی به ایشان ابلاغ می‌شود و گویا حکم ایشان ۲ سال حبس است.
سعیدافروزی نیز به شش ماه حبس تعزیزی و دو سال ممنوعیت فعالیت رسانه‌ای محکوم شد.
این احکام قابل تجدید نظر اعلام شده‌است.

## واکنش‌ها

### علی مطهری
علی مطهری، نایب رئیس مجلس وقت، چهارشنبه ۲۵ اسفند ۱۳۹۵ در گفتگو با خبرگزاری ایسنا از دستگیری این افراد توسط یک نهاد اطلاعاتی نظامی خبر داد و خواستار توضیح وزیر اطلاعات ایران در مورد برخوردهای اخیر شد و گفت: «تنها نهاد اطلاعاتی پاسخگو که نام آن در قانون اساسی آمده وزارت اطلاعات است و اگر دیگران در کار او دخالت می‌کنند به هرحال مسئولیت با این وزارتخانه است.» او خواستار اعلام رسمی نام نهاد دستگیرکننده شد و افزود: «اگر وزیر اطلاعات پاسخ قانع‌کننده ندهد سؤال از وزیر و در صورت لزوم استیضاح او را پیگیری می‌کنیم.»

### محمود صادقی
محمود صادقی، نماینده استان تهران در مجلس، در توئیتی گفت: «از دیروز درحال پیگیری و پرس و جو دربارهٔ مرجع دستور دهنده و نهاد بازداشت‌کننده شش ادمین کانال‌های تلگرامی هستم. متأسفانه هیچ‌کس پاسخگو نیست!»

### حسن روحانی
حسن روحانی، رئیس‌جمهور ایران در آخرین جلسه هیئت دولت در سال ۹۵، بابت بازداشت‌های مدیران کانال‌های اصلاح‌طلب و هوادار دولت ابراز ناراحتی و شگفتی کرد.

### مسعود پزشکیان
مسعود پزشکیان به این ماجرا واکنش نشان داد و گفت: «تعدادی از نماینده‌ها نیز پیگیر ماجرا هستند، اما می‌دانید که سپاه زیر نظر مقام معظم رهبری است و به آن صورت جوابگوی مجلس نیستند؛ البته معاون امور مجلس دارند ولی مجلس الان تعطیل شده و او هم نیست. حالا باید پیگیری کنیم که به کجا می‌رسد.»
مسعود پزشکیان— ۲۷ اسفند ۱۳۹۵ در گفتگو با انصاف‌نیوز<ref